# Ут-Чаналь
Ут-Чаналь («Небесный свидетель»), также известный как Юкном-Хут-Чан — правитель Канульского царства со столицей в Цибанче.
Долгое время его обозначали как «Правитель IV», а также его отождествляли с его предшественником Как-Ти-Чич-Ах-Мокилем. В 2017 году было установлено настоящее имя его предшественника, который вероятно был его отцом.

## Биография
Ут-Чаналь является преемником Как-Ти-Чич-Ах-Мокиля, воцарившись около 561 года.
9.6.7.3.18, 7 Etz’nab 1 Sip (2 мая 561 года) он санкционировал воцарение нового царя Буука Сак-Вициль-Баха.
9.6.2.1.11, 6 Chuwen 19 Pop (11 апреля 556 года) Мутуль, под покровительством Вак-Чан-Кавиля, предпринял поход на Канту (Караколь), его союзника. Возможно причиной войны был переход Яхав-Те-Кинича II, царя Канту, на сторону Кануля, врага Мутуля. Ут-Чаналь вмешался в конфликт за сторону Канту и 9.6.8.4.2, 7 Ik’ 0 Sip (1 мая 562 года) состоялась решающая битва, в которой было разгромлено войско Вак-Чан-Кавиля. Сам царь, вероятно, был пленён и принесён в жертву.
Ут-Чаналь упоминается на не имеющем дате монументе в городе Йокоп, расположенный в центральной части Кинтана-Роо, а также на стеле 3 из Поль-Боша. В Канту он упоминается на стеле 3, связи с событием произошедшим 9.6.18.12.0, 8 Ajaw 8 Mol (14 августа 572 года), характер которого неясен. Но преемник Ут-Чаналя воцарился незадолго от этой даты, поэтому это могло быть сообщением об его смерти.
Преемником Ут-Чаналя стал Яш-Йопаат.